# Ладанниковые
Ладанниковые (лат. Cistaceae) — семейство двудольных растений порядка Мальвоцветные (Malvales).

## Ботаническое описание

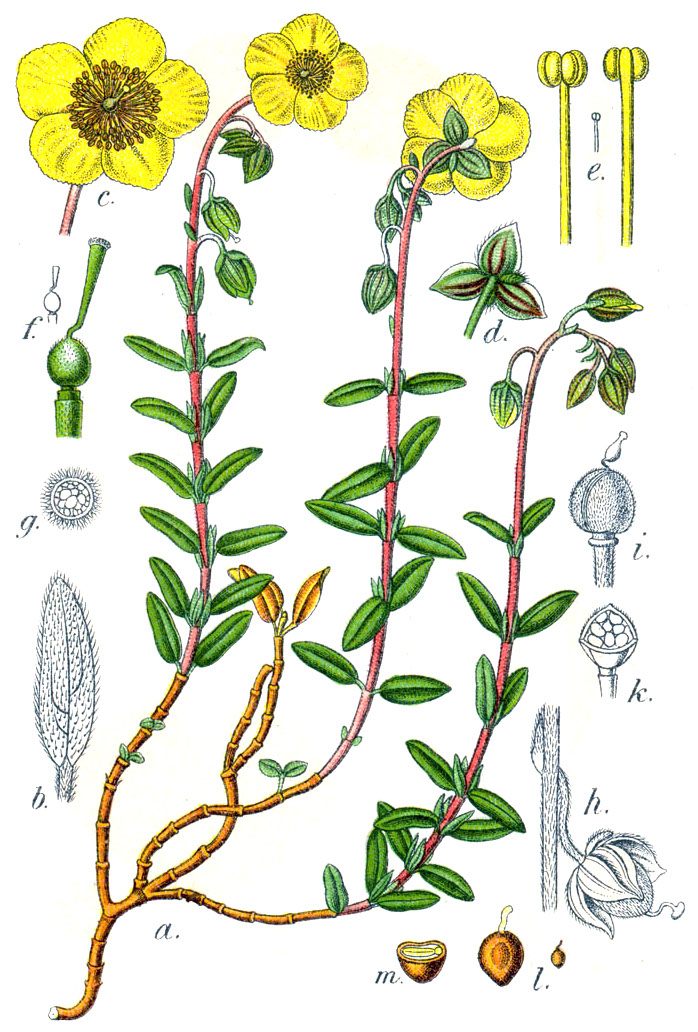
Солнцецвет обыкновенный,

Листопадные, полувечнозелёные или вечнозелёные прямостоящие или распростёрто-приподнимающиеся кустарники, полукустарники, полукустарнички или дернистые многолетние, реже однолетние травы.

### Листья
Листорасположение супротивное или очерёдное. Листья с прилистниками или без них, простые, яйцевидные, ланцетные или линейно-ланцетные, иногда игловидные или чешуевидные, нередко с завёрнутым краем, книзу суженные в черешок или сидячие, войлочно-опушенные с обеих сторон или только снизу, реже обе стороны голые или с редкими, рассеянными волосками. Опушение состоит из простых одноклеточных, одиночных или собранных в пучки, звездчатых, щитковидных или желёзистых волосков, выделяющих ароматическую смолу — ладан.

### Цветки

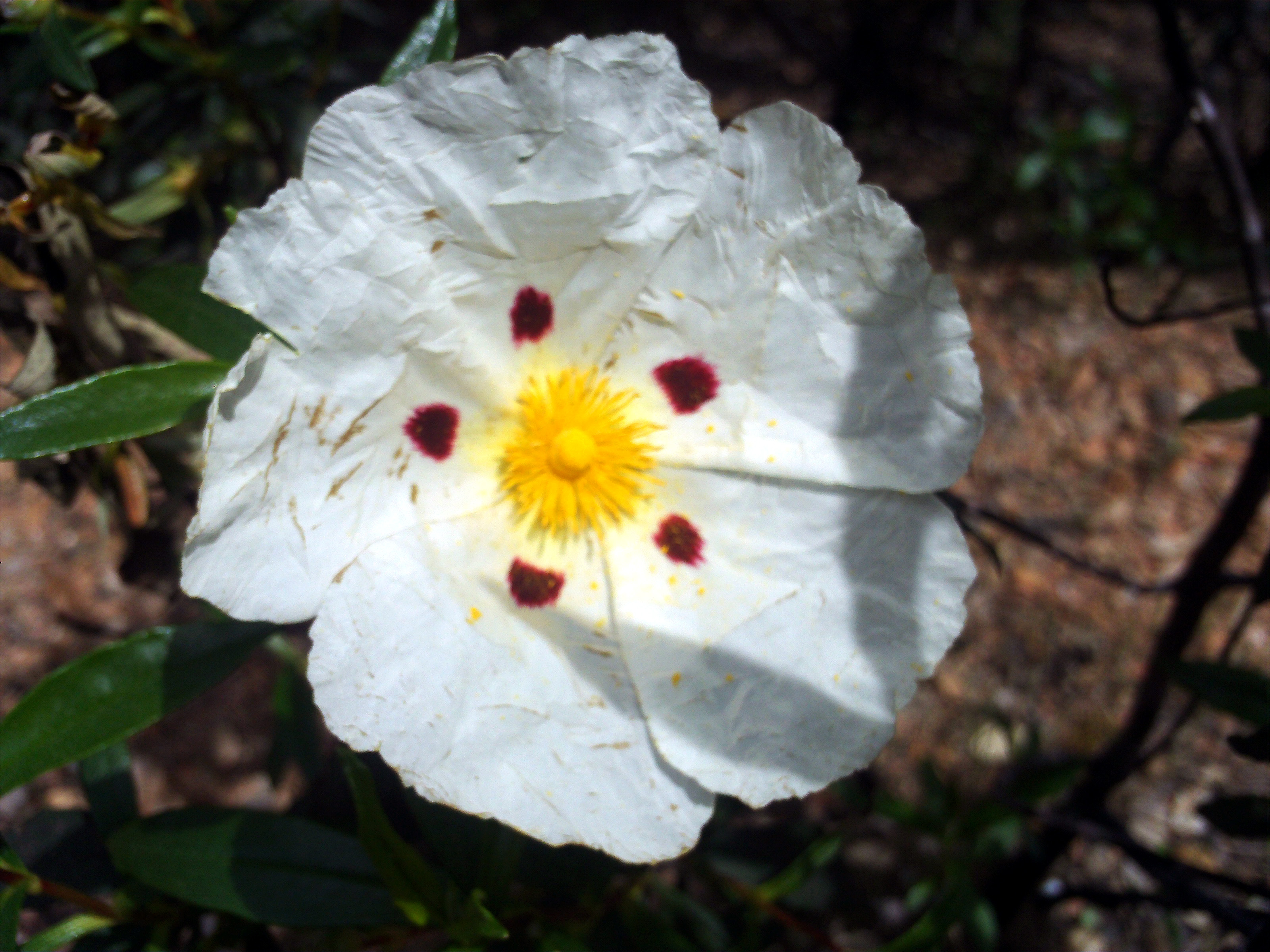
Цветок ладанника ладаноносного, Испания

Цветки крупные (до 8 см в диаметре у ладанника ладаноносного), реже мелкие и невзрачные, правильные, обоеполые, в кистях, или в симподиальных соцветиях, или одиночные, с двойным околоцветником. Чашелистиков пять, равных между собою или два наружных узкие, ланцетные до линейных, в два раза короче широкояйцевидных, кверху заострённых внутренних; реже чашелистиков три. Лепестки пять, изредка три, широкояйцевидные, клиновидные с закруглённым или слабо выемчатым верхним краем, белые, розовые до красных и малиновых, жёлтые или оранжевые, обычно рано опадающие. Тычинок много, изредка 3—12, иногда разной длины, по большей части все плодущие, реже наружные стерильные, расположены на удлинённом и часто дисковидном выступе цветоложа, развиваются центробежно; пыльники вскрываются продольно; гинецей состоит из пяти (у ладанника) или трёх (у остальных родов), изредка из десяти плодолистиков; завязь верхняя, одногнездная или не вполне (3)5—10-гнёздная, обычно со многими семяпочками на каждой плаценте, изредка с двумя или даже одной семяпочкой; семяпочки более-менее ортотропные, изредка апатропные; столбик один.

### Опыление

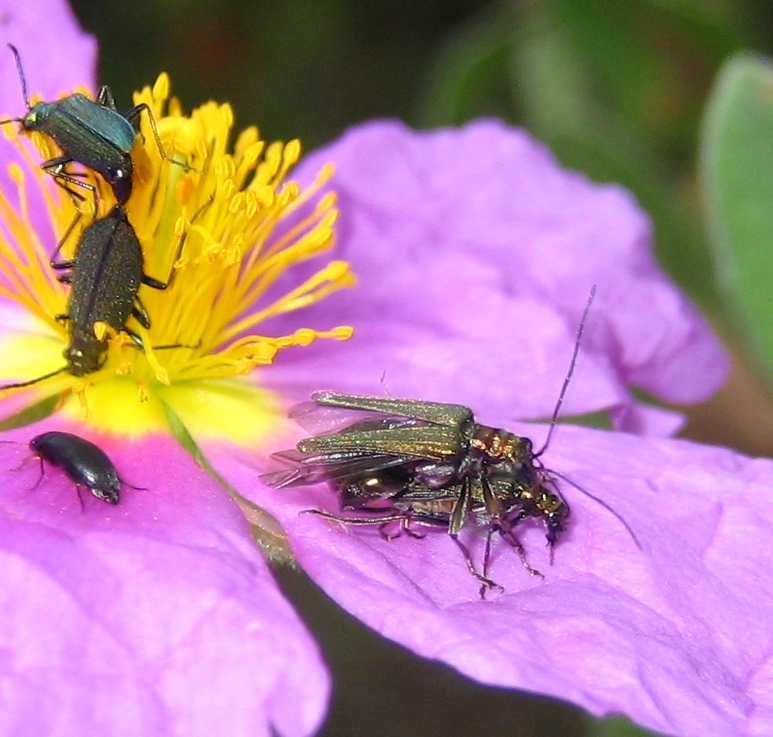
Цветок, Испания

Цветение у ладанниковых происходит быстро, утром цветки раскрываются на несколько часов, а к середине дня уже теряют свои лепестки. Кратковременность цветения компенсируется обилием цветков и большими зарослями растений. Цветки в основном лишены аромата и не выделяют нектар. Насекомых-опылителей привлекает обильно выделяющаяся пыльца. Наиболее эффектными опылителями являются пчёлы и шмели, кроме них цветки опыляются мухами, журчалками, трипсами и жуками.

### Плоды
Плод — кожистая или деревянистая коробочка, с тремя, пятью или десятью створками до середины или почти до основания, открывается продольными щелями. Семена многочисленные, мелкие, с эндоспермом, округлые или неправильно гранистые, с мелко шероховатой, ямчатой, реже неправильно крупноямчатой поверхностью. Зародыш обычно согнутый или свёрнутый, изредка почти прямой (у лехеи), окруженный мучнистым или хрящеватым, обильным эндоспермом.
Коробочки при созревании обычно наклоняются вниз на длинных цветоножках и широко раскрываются, семена высыпаются при их покачивании. У некоторых видов ладанника семена разносятся ветром. Семена некоторых видов ладанника, солнцецвета и фуманы распространяются муравьями. При увлажнении семена некоторых видов ладанниковых ослизняются и разбухают. Особенно много слизи выделяется при увлажнении семян пустынных видов ладанниковых. Слизь способствует приклеиванию семян к опоре, позволяя корешкам легко проникнуть в почву, а также способствует распространению семян мелкими животными.

## Распространение и экология
Представители семейства распространены в умеренных областях Северного полушария: Центральной Европе, Средиземноморье, Восточной Азии и южной части Северной Америки. Лишь три вида солнцецвета известны в Южной Америке.
Представители семейства в основном сосредоточены в Средиземноморье. Лишь некоторые виды туберарии, фуманы и солнцецвета встречаются в Центральной Европе, проникая на север до Южной Швеции, островов Готланд и Эланд, Южной Финляндии и Кольского полуострова.
В Новом Свете встречаются эндемичные для Америки роды лехея и гудзония, а также некоторые виды солнцецвета, выделяемые некоторыми ботаниками в отдельный род Крокантемум (Crocanthemum). В Южной Америке ладанниковые растут в Чилийских Андах и в Южной Бразилии, Уругвае и Аргентине, проникая на юг до 40° южной широты.

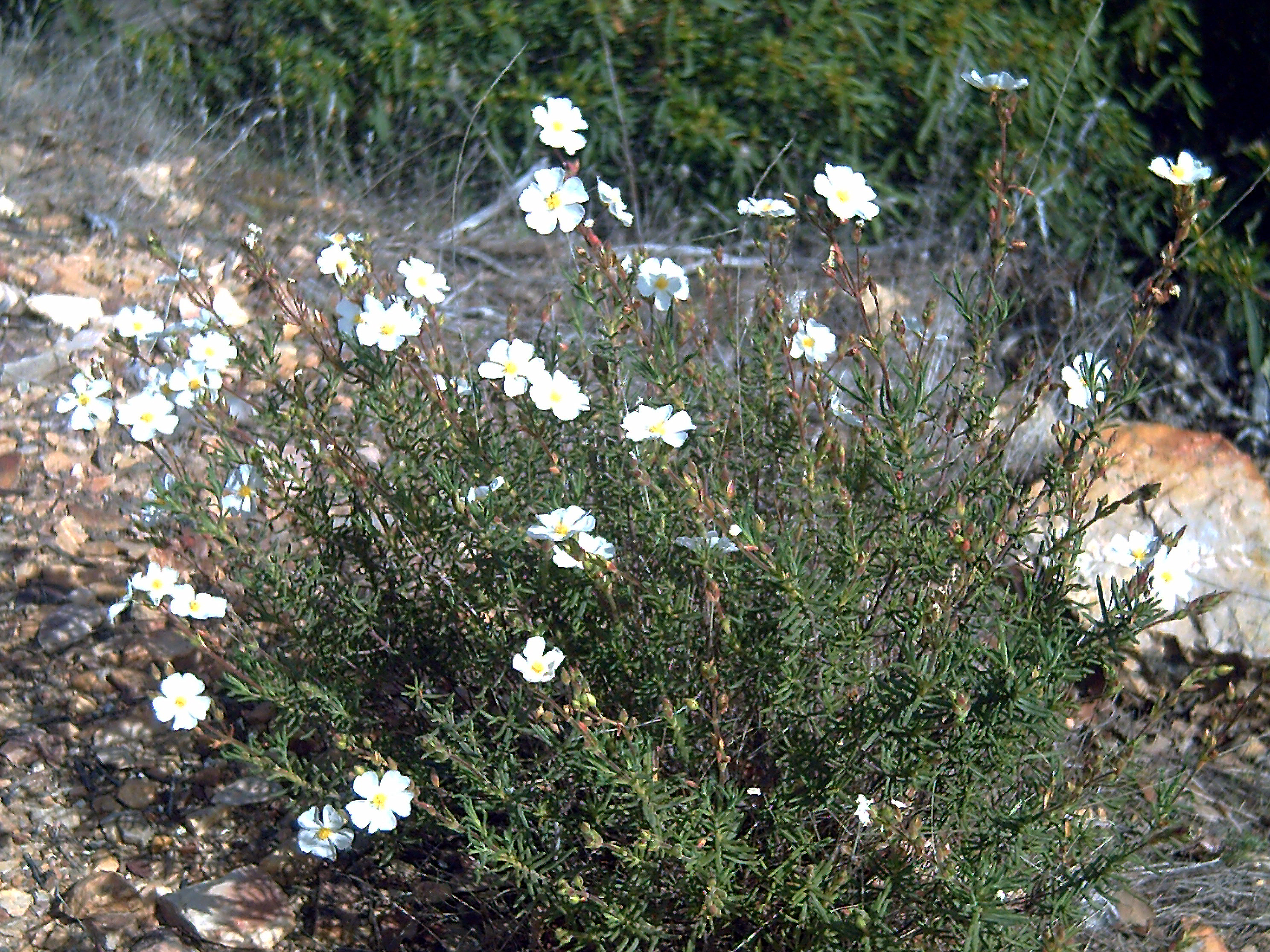
в горах Сьерра-Мадрона, Испания

Ладанниковые обитают в сухих и тёплых местах; в затенённых местах обычно не цветут. Большинство видов растёт на известняках и на песчаной почве. В Средиземноморье представители семейства — важнейшие составляющие растительности маквиса, гарриги, фриганы. Ладанниковые — характерные растения подлеска светлых вечнозелёных, сосновых и можжевеловых лесов. Нередко ладанниковые произрастают в степях с засоленной почвой. Некоторые виды солнцецвета и фуманы — обитатели пустынь Северной Африки и Азии. Американские представители семейства — типичные обитатели пустынь и прерий, сухих сосновых лесов и песчаных морских побережий.
Ладанниковые быстро восстанавливаются после лесных пожаров, прорастая из семян или иногда из корневых отпрысков. Пожары стимулируют массовое прорастание семян ладанниковых, в то время, как растения других семейств не могут восстановиться столь быстро, в результате на месте лесов, уничтоженных лесными пожарами, иногда образуются целые заросли ладанниковых. Кроме того, ароматные выделения листьев препятствуют поеданию их лесными животными, что также способствует разрастанию ладанниковых.
Для корней ладанниковых характерна микориза.

## Значение и применение
Многие виды с начала XIX века введены в культуру, особенно в Англии, как почвопокровные, для озеленения каменистых горок и скал, при создании альпинариев. Отличаются малой продолжительностью цветения каждого цветка (не более одного дня).
Легко гибридизируют, что дало возможность создать большой ассортимент садовых форм.
Некоторые виды имеют лекарственное значение как тонизирующие; камедь некоторых видов ароматична и применяется в парфюмерии.

## Роды
По современной классификации APG IV на декабрь 2023 года семейство насчитывает 8 родов:
- Cistus L. — Ладанник
- Fumana (Dunal) Spach — Фумана
- Halimium (Dunal) Spach — Галимиум
- Helianthemum Mill. — Солнцецвет, включая ранее самостоятельный род Atlanthemum Raynaud
- Hudsonia L. — Гудзония
- Lechea L. — Лехея
- Therocistus Holub
- Tuberaria (Dunal) Spach — Туберария